# 阿梅利娅·皮奇尼尼
阿梅利娅·皮奇尼尼（義大利語：Amelia Piccinini，1917年1月17日—1979年4月3日），意大利女子田径运动员，主攻铅球。她曾代表意大利参加1948年夏季奥林匹克运动会田径比赛，获得一枚银牌。